# Jiří Janáček
Jiří Janáček (7. května 1927 Blatná – 14. února 2023) byl středoškolský a vysokoškolský pedagog, literární vědec, kritik a publicista.
Ve své práci se zaměřoval na divadlo (především 19. století), zvláště loutkové. Přispíval do regionálního, celostátního a odborného tisku (Liberecký den, MF Dnes, Lidové noviny, Týdeník Rozhlas, Zlatý máj, Loutkář, Divadelní revue aj.) Po odchodu do důchodu mapoval německé divadlo v Liberci.
V letech 1969–1990 vyučoval český jazyk a literaturu na Střední ekonomické škole v Liberci, odtud přešel na Fakultu pedagogickou Technické univerzity.

## Ocenění
- Laureát ceny „Pocta hejtmana Libereckého kraje za rok 2008“

## Členství v odborných organizacích
- Syndikát novinářů ČR
- Teatrologická společnost Praha
- Kruh autorů Liberecka

## Publikace
- Amatérští loutkáři v Liberci 1918–1938
- Čtení o německém divadle v Reichenbergu, ISBN 978-80-87100-12-7